# Nordische Skiweltmeisterschaften 1925/Teilnehmer (Norwegen)
| Goldmedaillen | Silbermedaillen | Bronzemedaillen |
| ------------- | --------------- | --------------- |
| —             | 1               | —               |

Norwegen nahm an den nachträglich zu den Nordischen Skiweltmeisterschaften von 1925 erklärten Rendezvous-Rennen in Johannisbad im tschechoslowakischen Teil des Riesengebirges mit einer Delegation von 2 Athleten teil.
Henry Ljungmann gewann mit dem zweiten Platz im Sprunglauf die erste Medaille für Norwegen bei Nordischen Skiweltmeisterschaften.

## Teilnehmer und ihre Ergebnisse
| Sportler        | Verein              | Skilanglauf 18 km | Skilanglauf 50 km | Skispringen Großschanze | Nordische Kombination |
| --------------- | ------------------- | ----------------- | ----------------- | ----------------------- | --------------------- |
| Johan Blomseth  | VdS Hohenelbe (HDW) | 13.               | –                 | 17.                     | 6.                    |
| Henry Ljungmann |                     | –                 | –                 | 2.                      |                       |

Anmerkung:
- VdS: Verein deutscher Skiläufer
- HDW: Hauptverband deutscher Wintersportvereine in der Tschechoslowakischen Republik